# Análise de itens
Dentro da psicometria, a análise de itens refere-se a métodos estatísticos usados para selecionar itens para inclusão em um teste psicológico. O conceito remonta pelo menos a Guildford. O processo de análise de itens varia de acordo com o modelo psicométrico. Por exemplo, a teoria clássica dos testes ou o modelo Rasch exigem procedimentos diferentes. Em todos os casos, entretanto, o propósito da análise de itens é produzir uma lista relativamente curta de itens (isto é, perguntas a serem incluídas em uma entrevista ou questionário) que constituam um teste puro, mas abrangente, de um ou alguns construtos psicológicos.
Para realizar a análise, um grande conjunto de itens candidatos, todos com algum grau de validade aparente, é dado a uma amostra de participantes que são representativos da população-alvo. Idealmente, deve haver pelo menos 10 vezes mais itens candidatos do que a duração final desejada do teste e várias vezes mais pessoas na amostra do que itens no conjunto. Os pesquisadores aplicam uma variedade de procedimentos estatísticos às respostas para eliminar itens insatisfatórios. Por exemplo, sob a teoria clássica do teste, o pesquisador descarta itens se as respostas:
- Mostram pouca variação dentro da amostra
- Estão fortemente correlacionados com um ou mais outros itens
- Correlacionar fracamente com a totalidade dos itens restantes, refletindo em um aumento no alfa de Cronbach se o item for eliminado do teste

Na construção de testes práticos, a análise de itens é um processo iterativo e não pode ser totalmente automatizado. O julgamento do psicometrista é necessário para determinar se o conjunto emergente de itens a serem retidos constitui um teste satisfatório do construto alvo. Os três critérios acima nem sempre concordam, e um equilíbrio deve ser alcançado entre eles na decisão de incluir um item ou não.